# Кошутићи (Вишњан)
Кошутићи (хрв. Košutići, итал. Cossutti) су насељено место у општини Вишњан, Истарска жупанија, Хрватска.

## Историја
До територијалне реорганизације у Хрватској били су у саставу старе општине Пореч.

## Становништво
На попису становништва из 2011. године, Кошутићи су имали 9 становника.
| Број становника према пописима | Број становника према пописима | Број становника према пописима | Број становника према пописима | Број становника према пописима | Број становника према пописима | Број становника према пописима | Број становника према пописима | Број становника према пописима | Број становника према пописима | Број становника према пописима | Број становника према пописима | Број становника према пописима | Број становника према пописима | Број становника према пописима | Број становника према пописима |
| ------------------------------ | ------------------------------ | ------------------------------ | ------------------------------ | ------------------------------ | ------------------------------ | ------------------------------ | ------------------------------ | ------------------------------ | ------------------------------ | ------------------------------ | ------------------------------ | ------------------------------ | ------------------------------ | ------------------------------ | ------------------------------ |
| 1857                           | 1869                           | 1880                           | 1890                           | 1900                           | 1910                           | 1921                           | 1931                           | 1948                           | 1953                           | 1961                           | 1971                           | 1981                           | 1991                           | 2001                           | 2011                           |
| 0                              | 0                              | 43                             | 54                             | 78                             | 71                             | 0                              | 0                              | 43                             | 43                             | 25                             | 21                             | 17                             | 9                              | 8                              | 9                              |

Напомена: Године 1857, 1869, 1921. и 1931. подаци се налазе у насељу Бачва. Од 1890. до 1910. исказивано под именом Кошути. Од 1880. до 1910. исказивано као део насеља.